# Orlen Cup 2021
Orlen Cup 2021 – międzynarodowy mityng lekkoatletyczny, który odbył się 12 lutego 2021 w Atlas Arenie w Łodzi.
Zawody były czwartą odsłoną, znajdującego się w kalendarzu World Athletics Indoor Tour Bronze, cyklu prestiżowych zawodów halowych, organizowanych pod egidą World Athletics w sezonie 2021.
Rozegranych zostało siedem konkurencji – bieg na 60 metrów kobiet i mężczyzn, bieg na 60 metrów przez płotki kobiet i mężczyzn, skok o wzwyż kobiet i skok o tyczce mężczyzn, a także pchnięcie kulą mężczyzn.

## Rezultaty
| – najlepszy wynik w sezonie | – rekord życiowy | – rekord mityngu | – rekord kraju |

### Mężczyźni

#### Bieg na 60 metrów
| Pozycja | Tor | Zawodnik               | Państwo           | Czas         | Uwagi   |
| ------- | --- | ---------------------- | ----------------- | ------------ | ------- |
| 01 !    | 4   | Mike Rodgers           | Stany Zjednoczone | 6,52         | SB      |
| 02 !    | 5   | Lamont Marcell Jacobs  | Włochy            | 6,53         | PB      |
| 03 !    | 8   | Dominik Kopeć          | Polska            | 6,66 (6,654) | PB      |
| 4.      | 3   | Yupun Abeykoon         | Sri Lanka         | 6,66 (6,656) |         |
| 5.      | 6   | Przemysław Słowikowski | Polska            | 6,66 (6,657) | =       |
| 6.      | 2   | Rafał Łupiński         | Polska            | 6,70         | PB      |
| 7.      | 7   | Adrian Brzeziński      | Polska            | 6,71         | PB      |
| 08 !    | 1   | Mateusz Siuda          | Polska            | DSQ          | TR 16.8 |

#### Bieg na 60 metrów przez płotki
| Pozycja | Tor | Zawodnik         | Państwo           | Czas         | Uwagi |
| ------- | --- | ---------------- | ----------------- | ------------ | ----- |
| 01 !    | 4   | Jarret Eaton     | Stany Zjednoczone | 7,51         | SB    |
| 02 !    | 6   | Aaron Mallett    | Stany Zjednoczone | 7,60         |       |
| 03 !    | 3   | Krzysztof Kiljan | Polska            | 7,73 (7,772) |       |
| 4.      | 5   | Damian Czykier   | Polska            | 7,73 (7,773) |       |
| 5.      | 7   | Artur Noga       | Polska            | 7,75         |       |
| 6.      | 8   | Balázs Baji      | Węgry             | 7,76         |       |
| 7.      | 1   | Elmo Lakka       | Finlandia         | 7,78         |       |
| 8.      | 2   | Valdó Szűcs      | Węgry             | 7,88         |       |

#### Skok o tyczce
| Pozycja | Kol. | Zawodnik            | Państwo           | 5,20 | 5,40      | 5,60            | 5,72   | 5,80  | 5,86   | 5,91 | 5,96 | 6,02 | Wynik | Uwagi       |
| ------- | ---- | ------------------- | ----------------- | ---- | --------- | --------------- | ------ | ----- | ------ | ---- | ---- | ---- | ----- | ----------- |
| 01 !    | 7    | Sam Kendricks       | Stany Zjednoczone | –    | o         | o               | o      | xo    | o SB   | –    | –    | xxx  | 5,86  | SB          |
| 02 !    | 2    | Ernest John Obiena  | Filipiny          | –    | o         | o               | xo     | o =NR | xxo NR | xxx  |      |      | 5,86  | NR          |
| 03 !    | 6    | Thiago Braz         | Brazylia          | –    | o         | xxo =SB         | xxo SB | xo SB | xxx    |      |      |      | 5,80  | SB          |
| 4.      | 8    | Piotr Lisek         | Polska            | –    | o         | xo              | xo     | xxx   |        |      |      |      | 5,72  |             |
| 5.      | 3    | Robert Sobera       | Polska            | –    | o         | xo              | xxx    |       |        |      |      |      | 5,60  |             |
| 6.      | 1    | Matwiej Wołkow      | Białoruś          | xo   | xxo WU18L | xxo WU18B WU20L | xxr    |       |        |      |      |      | 5,60  | WU18B WU20L |
| 7.      | 5    | Paweł Wojciechowski | Polska            | o    | xo =SB    | xxx             |        |       |        |      |      |      | 5,40  | =           |
| 8.      | 4    | Matt Ludwig         | Stany Zjednoczone | xxo  | xxx       |                 |        |       |        |      |      |      | 5,20  |             |

#### Pchnięcie kulą
| Pozycja | Kol. | Zawodnik          | Państwo  | Runda    | Runda | Runda    | Runda    | Runda | Runda | Wynik | Uwagi |
| Pozycja | Kol. | Zawodnik          | Państwo  | 1        | 2     | 3        | 4        | 5     | 6     | Wynik | Uwagi |
| ------- | ---- | ----------------- | -------- | -------- | ----- | -------- | -------- | ----- | ----- | ----- | ----- |
| 01 !    | 8    | Michał Haratyk    | Polska   | 21,09    | 20,96 | 21,22 SB | 21,83 PB | x     | 21,50 | 21,83 | EL    |
| 02 !    | 7    | Marcus Thomsen    | Norwegia | 19,98    | 20,51 | x        | x        | 20,28 | 20,20 | 20,51 |       |
| 03 !    | 9    | Konrad Bukowiecki | Polska   | 20,08    | 20,12 | 20,32    | x        | 20,05 | 19,83 | 20,32 |       |
| 4.      | 6    | Jakub Szyszkowski | Polska   | 20,16    | x     | 19,98    | 20,14    | x     | 19,84 | 20,16 |       |
| 5.      | 5    | Sebastian Łukszo  | Polska   | 19,10 SB | 18,54 | x        | x        | 19,04 | 18,82 | 19,10 | SB    |
| 6.      | 4    | Andrzej Gudro     | Polska   | 18,71 SB | 17,95 | 18,46    | 18,03    | x     | 18,02 | 18,71 | SB    |
| 7.      | 3    | Jan Parol         | Polska   | 17,04    | 17,70 | x        | 17,74    | x     | 17,64 | 17,74 |       |
| 8.      | 1    | Piotr Goździewicz | Polska   | 16,02    | x     | 16,90    | 17,48 PB | x     | 17,63 | 17,63 | PB    |
| 9.      | 2    | Wojciech Marok    | Polska   | 16,74    | x     | 16,73    |          |       |       | 16,74 |       |

### Kobiety

#### Bieg na 60 metrów
| Pozycja | Tor | Zawodniczka             | Państwo           | Czas         | Uwagi |
| ------- | --- | ----------------------- | ----------------- | ------------ | ----- |
| 01 !    | 6   | Ewa Swoboda             | Polska            | 7,22         | SB    |
| 02 !    | 5   | Dezerea Bryant          | Stany Zjednoczone | 7,28 (7,276) |       |
| 03 !    | 3   | Lotta Kemppinen         | Finlandia         | 7,28 (7,278) |       |
| 4.      | 8   | Katarzyna Sokólska      | Polska            | 7,33         |       |
| 5.      | 4   | Wiktorija Ratnikowa     | Ukraina           | 7,34         |       |
| 6.      | 7   | Marika Popowicz-Drapała | Polska            | 7,35         |       |
| 7.      | 2   | Paulina Paluch          | Polska            | 7,42         |       |
| 8.      | 1   | Magdalena Stefanowicz   | Polska            | 7,53         |       |

#### Bieg na 60 metrów przez płotki
| Pozycja | Tor | Zawodniczka          | Państwo           | Czas | Uwagi |
| ------- | --- | -------------------- | ----------------- | ---- | ----- |
| 01 !    | 4   | Cristina Clemons     | Stany Zjednoczone | 7,91 |       |
| 02 !    | 5   | Karolina Kołeczek    | Polska            | 8,01 | PB    |
| 03 !    | 6   | Stanislava Škvarková | Słowacja          | 8,20 |       |
| 4.      | 7   | Klaudia Wojtunik     | Polska            | 8,26 |       |
| 5.      | 8   | Hanna Płoticyna      | Ukraina           | 8,28 |       |
| 6.      | 2   | Zuzanna Hulisz       | Polska            | 8,34 | PB    |
| 7.      | 3   | Anni Sirtola         | Finlandia         | 8,42 |       |
| 8.      | 1   | Martyna Skierkowska  | Polska            | 8,55 |       |

#### Skok wzwyż
| Pozycja | Kol. | Zawodniczka      | Państwo     | 1,65 | 1,70 | 1,75 | 1,80 | 1,84  | 1,88 | 1,91 | 1,94  | 1,96 | Wynik | Uwagi |
| ------- | ---- | ---------------- | ----------- | ---- | ---- | ---- | ---- | ----- | ---- | ---- | ----- | ---- | ----- | ----- |
| 01 !    | 7    | Alessia Trost    | Włochy      | –    | –    | –    | o    | o     | o    | xo   | xo SB | xxx  | 1,94  | SB    |
| 02 !    | 8    | Kamila Lićwinko  | Polska      | –    | –    | –    | o    | o     | x--  | xx   |       |      | 1,84  |       |
| 03 !    | 5    | Jeanelle Scheper | Saint Lucia | –    | –    | o SB | o SB | xo SB | xxx  |      |       |      | 1,84  | SB    |
| 03 !    | 6    | Marija Vuković   | Czarnogóra  | –    | –    | o    | o    | xo    | xxx  |      |       |      | 1,84  |       |
| 5.      | 4    | Maruša Černjul   | Słowenia    | –    | –    | o    | xo   | xo    | xxx  |      |       |      | 1,84  |       |
| 6.      | 2    | Wiktoria Miąso   | Polska      | –    | o    | xo   | xo   | xo    | xxx  |      |       |      | 1,84  |       |
| 7.      | 3    | Paulina Borys    | Polska      | –    | o    | o    | o    | xxx   |      |      |       |      | 1,80  | =     |
| 8.      | 1    | Paulina Ligarska | Polska      | o    | o    | xxx  |      |       |      |      |       |      | 1,70  |       |